# Rana chensinensis
Rana chensinensis är en groddjursart som beskrevs av David 1875. Rana chensinensis ingår i släktet Rana och familjen egentliga grodor. IUCN kategoriserar arten globalt som livskraftig. Inga underarter finns listade i Catalogue of Life.